# Pithecops ryukyuensis
Pithecops ryukyuensis är en fjärilsart som beskrevs av Shirôzu 1964. Pithecops ryukyuensis ingår i släktet Pithecops och familjen juvelvingar. Inga underarter finns listade i Catalogue of Life.